# Protollengua
La protollengua o llengua reconstruïda és la reconstrucció probable de la llengua origen d'un grup de llengües, sigui una branca o una família, sobre la base de les coincidències i trets comuns a aquesta família de llengües que no constitueixin innovacions o manlleus.

## Reconstrucció de la fonologia
Aquesta reconstrucció es realitza mitjançant la comparació de llengües o mètode comparatiu d'aquest grup aplicant els mètodes de la lingüística històrica. Normalment, el procés de reconstrucció comença reconstruint el nivell foneticofonològic de la llengua mare, la qual cosa es fa en tres etapes:
1. S'estableixen llistes de cognats, és a dir, paraules amb significat idèntic o molt semblant i que tenen formes fonètiques properes o *relacionables mitjançant lleis fonètiques.
2. S'estableixen correlacions regulars entre sons en forma de lleis fonètiques.
3. Per a cada correlació regular, es conjectura el fonema o fonemes que podien haver estat els originals en la protollengua i que per diferents evolucions regulars van donar lloc a diferents sons (la regularitat de l'evolució és el que explicaria l'ocurrència de correlacions regulars i lleis fonètiques).

Naturalment, aquest procedir no pot fer oblidar l'existència de lleis fonètiques que relacionen sons o segments molt diferents entre si, com els famosos casos (Meillet) existents entre l'armeni i les restants llengües indoeuropees. És més, aquest tipus de correspondències inexplicables per mera casualitat són les preferides pels comparatistes per a la seva labor en aquest apartat, igual que en morfologia són molt rellevants les irregularitats compartides.

## Reconstrucció de la morfosintaxi
La reconstrucció del nivell morfosintàctic i uns altres és bastant més complex i no és senzill sistematitzar-ho en un conjunt de passos. En general, es comença per la identificació d'un conjunt de morfs que es troben en diverses llengües, encara que el problema de descobrir la funció i l'extensió d'ús de cada morfema sol resultar complicat a causa que el mateix segment pot haver adquirit diferents funcions gramaticals en cada llengua.
La reconstrucció de l'ordre bàsic i l'ordre de constituents resulta d'ordinari difícil, ja que és un aspecte més fàcilment canviant de les llengües. No obstant això, altres aspectes, com l'existència de concordança gramatical en la protollengua, en general és més fàcilment determinable.

## Versemblança de la reconstrucció
És important entendre que habitualment la reconstrucció s'aplica a una llengua que va deixar de parlar-se fa temps, i generalment és desconeguda en la seva majoria, és a dir, no existeixen inscripcions o referències escrites, ni parlants vius. Aquest procés de reconstrucció pretén conjecturar quin va ser el camí seguit en l'evolució de la llengua, i recórrer-lo en sentit invers.
Històricament, la primera protollengua reconstruïda va ser el protoindoeuropeu o indoeuropeu, llengua mare que hauria donat lloc a les llengües romàniques, germàniques, gregues, eslaves i indoiranianes. Això es va realitzar a la fi del segle xix, i llavors el mètode comparatiu va adquirir un caràcter plenament científic (inducció + deducció). Des de llavors, s'han fet desenes de reconstruccions d'altres protollengües. Amb tot, la reconstrucció interna pot aplicar-se al resultat de la comparació (a la protollengua de primer grau) o a diferents etapes de la prehistòria de les llengües particulars, no sols per descobrir nous processos o formes, sinó per establir cronologies relatives entre aquests.

## Protollengües reconstruïdes
La llista següent conté enllaços a algunes de les protollengües més rellevants:
- Protoafroasiàtic
- Protoberber
- Protocelta
- Protoeslau
- Protogermànic
- Protoindoeuropeu
- Protoiranià
- Protoitàlic
- Protojapònic
- Protokartvelià
- Protootomí
- Protoquítxua
- Protosapiens
- Protosemític
- Prototúrquic
- Protobasc